# Isländische Badmintonmeisterschaft 1950
Die Isländische Badmintonmeisterschaft 1950 fand in Reykjavík statt. Es war die zweite Auflage der nationalen Titelkämpfe von Island im Badminton.	

## Titelträger
| Disziplin    | Sieger                             |
| ------------ | ---------------------------------- |
| Herreneinzel | Ágúst Bjartmarz                    |
| Dameneinzel  | Halla Árnadóttir                   |
| Herrendoppel | Georg L. Sveinsson Jón Jóhannesson |
| Damendoppel  | Jakobína Jósefsdóttir Unnur Briem  |
| Mixed        | Georg L. Sveinsson Unnur Briem     |